# Clavioline

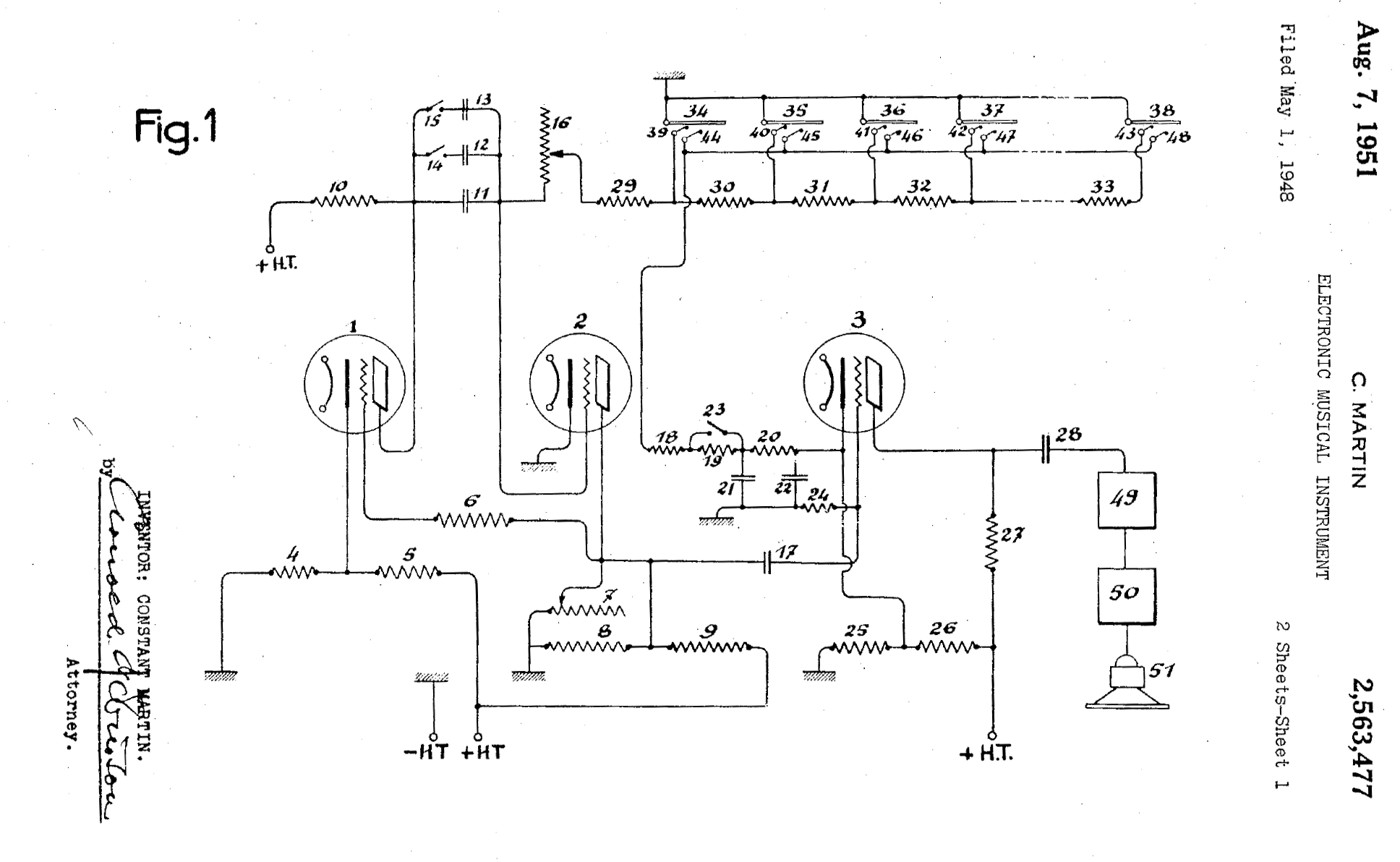
Schéma électronique du clavioline.

Le clavioline est un synthétiseur monophonique (un seul oscillateur) inventé par Constant Martin en 1947.
Le clavioline fut l'un des premiers instruments de musique électroniques largement diffusés commercialement et connut un grand succès dans les années 1950,. Il comportait un clavier monophonique de trois octaves produisant, à l'aide d’un oscillateur unique, des sons imitant les timbres des instruments acoustiques (trompette, violon, hautbois, etc.).
Ces sons étaient sélectionnés par la combinaison de divers commutateurs placés en façade de l'instrument ; d'autres boutons permettaient de régler le vibrato, les timbres et l'attaque cependant que le volume sonore était commandé par une tige métallique actionnée par le genou. L'instrument, portable, était composé de deux valises : l'une comprenant un amplificateur à lampes et le diffuseur sonore ; l'autre, le clavier et l'appareillage électronique.
Pensé au départ comme un complément au piano (récit « instrumental » joué au clavioline par la main droite ; accompagnement de piano à la main gauche), il fut aussi utilisé seul pour émettre des sons « électroniques », ou en petit ensemble, tel le Septuor de Claviolines dirigé par Michel Magne qui proposait un répertoire allant de « l'orgue classique » au « jazz mélodique », en passant par toutes sortes de « bruitages musicaux ». Le clavioline fut mis au point, à la suite de nombreuses années de recherche, par le facteur d’instruments électroniques Constant Martin en 1947 à Versailles. Il devint rapidement très populaire et fut fabriqué par cinq firmes à travers le monde (notamment Le Clavioline, Paris ; Selmer, Londres ; Gibson, Kalamazoo ; Jörgensen, Düsseldorf) ; rien qu’au Royaume-Uni, il s’en vendit plus de 30 000.
Vers 1949, Constant Martin construisit un prototype de clavioline « duophone », pouvant faire sonner deux notes en même temps, mais il ne fut jamais commercialisé.
Le clavioline a été utilisé par de nombreux artistes et groupes de musique « pop », de musique légère, de variété ou de jazz, le plus souvent pour donner une couleur originale à leurs enregistrements. On peut l'entendre, entre autres, sur des disques des Frank Chacksfield's Tunesmith (Little Red Monkey), des Beatles (Baby You're a Rich Man), des The Tornadoes (Telstar), de Del Shannon (Runaway) et de Sun Ra (Magic City, The Heliocentric Worlds of Sun Ra Volume II).
On peut le voir et l'entendre dans le clip Summer Kisses Winter Tears, reprise d'Elvis Presley par l'actrice Lou Gala
De facture relativement simple, le clavioline pouvait être, et fut constamment, adapté, amélioré, « bidouillé ». Ainsi Max Crook, l'organiste de Del Shannon, le modifia-t-il jusqu’à le transformer en un autre instrument qu'il baptisa Musitron. Dans la chanson Runaway de Del Shannon, le solo a été joué sur un clavioline.
En 1955, le clavioliniste et orchestrateur Guy Dejardin, va lui aussi adapter l'instrument en intervenant, non pas sur les touches, mais sur un potentiomètre graphité de son cru permettant de jouer sur deux claviolines en même temps, il arrive ainsi à créer une sorte de vibrato donnant, selon les cas et les réglages, des sonorités comparables à s'y méprendre à celles du violon tzigane, du trombone à coulisse, de la clarinette de jazz, de la guitare, de la harpe, mais aussi du clavecin et du clavicorde.
Utilisé au commencement comme un instrument de substitution permettant à un pianiste de « jouer avec » un instrument mélodique traditionnel, son succès dans les années 1960 dériva, paradoxalement, de sa capacité à produire des sons « inouïs ». Il préfigura ainsi les synthétiseurs à la fois en tant que moyen de produire électroniquement des sons musicalement utilisables et comme instrument capable de suggérer des atmosphères inusitées et surprenantes dans toutes sortes de créations musicales.

## Musique utilisant le clavioline
- Les morceaux "Runaway" et "Hats Off to Larry (en)" (1961) de Del Shannon contiennent chacun un solo de Max Crook interprété sur un clavioline modifié qu'il appelait « le Musitron »[4].
- Le producteur anglais Joe Meek a commencé à enregistrer avec un clavioline en 1960[5]. Sa production instrumentale à succès de the Tornados Telstar (1962) exploite avantageusement le clavioline (et non pas le Univox (en), comme parfois supposé à tort[6]), tout comme la face B de ce single, "Jungle Fever"[4]. L'auteur Mark Brend déclare à propos du débat concernant les instruments utilisés que « il reste une très faible possibilité que Meek ait utilisé un Univox sur Telstar, mélangé avec un Clavioline[7]. »
- Les albums jazz The Magic City (1966), The Heliocentric Worlds of Sun Ra, Volume Two (1966) et Atlantis (1967) de Sun Ra incluent le clavioline[8].
- Les Beatles ont utilisé un clavioline sur "Baby, You're a Rich Man", qui a été publié en juillet 1967 comme face B de "All You Need Is Love" : John Lennon a joué de l'instrument avec le réglage de « hautbois », créant un son exotique qui suggère un shehnai indien[9]. Dans son article de fond sur le clavioline , dans le magazine Sound on Sound, Gordon Reid associe "Baby, You're a Rich Man" à "Telstar" comme les deux enregistrements pop phares réalisés avec l'instrument[4]. Le clavioline utilisé par les Beatles appartenait aux Abbey Road Studios d'EMI à Londres.
- L'album de Strawbs, Grave New World (1972), comprend du clavioline joué par le claviériste Blue Weaver sur la chanson The Flower And The Young Man.
- L'album de Amon Düül II Wolf City (1972)[citation nécessaire]
- The White Stripes a utilisé un Univox de 1959 sur son album Icky Thump (2007)[10].
- Darren Allison joue du clavioline sur "Eternity" de William Blake, extrait de son album "London" (2015).
- John Barry a fait un enregistrement intitulé "Starfire" utilisant l'instrument, et figurant sur le 45 tours, version unique de son thème pour la série télévisée Fireball XL5. Le clavioline a également été largement utilisé sur son album  Stringbeat  et d'autres enregistrements de l'époque, joué par le chef d'orchestre et futur associé  Ted Taylor.
- Un clavioline apparaît sur l'album 2017 de Mike Oldfield Return to Ommadawn.